# Raffaele Stramondo
Raffaele Maria Stramondo al secolo Mauro Stramondo, noto anche con lo pseudonimo di don Raffaele (Belpasso, 15 gennaio 1919 – Cava de' Tirreni, 30 novembre 1997), è stato un pittore italiano.

## Biografia
Al secolo, Mauro Stramondo, nasce il 15 gennaio 1919, da una modesta famiglia a Belpasso in provincia di Catania ove compie gli studi elementari presso l'istituto "Marianna Magrì". Già nella prima infanzia dà prova delle sue straordinarie capacità artistiche modellando con della creta  figure di animali e pupazzetti e realizzando  nelle mura di casa ritratti dei familiari. Nel 1931, mentre frequenta  il ginnasio presso il monastero delle suore Benedettine di via dei Crociferi in Catania, ove la zia era suora economa, conosce l'Abate della Abbazia di Cava de' Tirreni Ildenfonso Rea, che si trovava in visita presso il  monastero catanese. L'Abate colpito dal talento del giovane lo invita a continuare i suoi studi presso il collegio della Badia di Cava, così nel 1932, Mauro all'età di soli dodici anni, si trasferisce nell'Abbazia cavese , ove maturerà la sua vocazione religiosa nell'ordine di San Benedetto.
Nel 1940 è novizio, mentre dipinge la volta della sala capitolare dell'abbazia, e nel decennale dell'abate realizza un ritratto esposto nel salone del collegio. Nel 1941 compie la professione religiosa assumendo il nome di Raffaele Maria. L'8 luglio 1945 dopo aver concluso gli studi teologici viene consacrato sacerdote.
Vive alla luce dell'"ora et labora" dedicandosi instancabilmente alla pittura, alla scrittura di novelle per ragazzi (di cui una intitolata "Wilfrido il piccolo eroe" è stampata nel 1980 a cura della stessa Badia),alla composizione di canzoncine sacre, per bambini e poesie, svolgendo anche l'umile servizio di guida ai turisti in visita al monastero.
Muore  improvvisamente colto da malore  il 30 novembre 1997 .

## Opere
Numerosissima la produzione pittorica, in prevalenza oli su tela, che raffigurano, soggetti sacri epici e mitologici, ritratti.
Molte tele appartengono a collezionisti privati in Italia e all'estero.
Tra le opere esposte:
Presso la basilica cattedrale "Santissima Trinità" della Badia di Cava de' Tirreni (SA), disegna il prospetto del monumentale organo a canne, dipinge il lunotto sopra la cappella di Sant'Alferio, che raffigura lo stesso Santo eremita.
Presso il Monastero dipinge la volta della Sala del Capitolo. Altre opere raffiguranti Santi benedettini e ritratti degli Abati sono collocate in varie stanze dell'abbazia.
A Catania presso il salone dell'Arcivescovado sono presenti alcuni ritratti di vescovi di Catania. Altre tele sono presenti nel monastero delle Benedettine di via dei Crociferi.
A Belpasso, presso il Comune, si trovano due tele raffiguranti una il patrocinio di San Constabile e l'altra Guglielmo II nel chiostro benedettino di Monreale, una grande tela esposta nella sala del consiglio raffigura I genii e altre più piccole raffigurano Santa Lucia. Nella Chiesa Madre di Belpasso due tele nell'altare maggiore raffigurano L'annunciazione e Gesù tra i dottori nel tempio entrambe del 1945. Nella cappella di santa Lucia vi è esposto un quadro ovale che raffigura la martire siracusana realizzato nel 1980 e nella stessa navata una tela rappresenta il Martirio di sant'Agata. Nella cappella del Santissimo Sacramento una tela raffigura Il profeta Elia e un'altra La cena di Emmaus. Con un particolare gioco di luci ed ombre, l'artista ha messo in scena con una pittura a olio su tela un meraviglioso dipinto gelosamente custodito nella cappella della parrocchia "N. S. Gesù Cristo Re" di Belpasso, risalente al 1957 ove è raffigurato Cristo alla flagellazione. Altre opere minori sono presenti nelle altre chiese del paese.
A Nicolosi presso il Monastero benedettino Beato Benedetto Dusmet ha realizzato le illustrazioni e la copertina di un Evangeliario, oltre ad altre tele che rappresentano santi benedettini.
Varie altre opere sono sparse nelle chiese della provincia di Catania (Trecastagni, Mascalucia, Gravina di Catania, Zafferana Etnea).
A Messina sue opere sono collocate nella concattedrale del Santissimo Salvatore.
A CasalVelino Marina la sua opera è collocata nella Cappella Ad Duo Flumina che ospitò le spoglie di San Matteo Apostolo Evangelista per oltre V secoli. Olio su tela, misura:200 x 150 datato 1957 

### Elenco parziale delle opere
- A "San Matteo Apostolo Evangelista e i Cherubini" a CasalVelino Marina la sua opera è collocata nella Cappella Ad Duo Flumina che ospitò le spoglie di San Matteo Apostolo Evangelista per oltre V secoli. Olio su tela, misura:200 x 150 datato 1957
- San Benedetto accoglie il re Totila, dipinto  (1940) - Cava de' Tirreni,  volta della sala capitolare della Badia di Cava
- Sant'Alferio, dipinto (anno?) - Cava de' Tirreni, Basilica Cattedrale Santissima Trinità, lunotto della cappella di sant'Alferio.
- Organo a canne, progetto del prospetto (anno?) - Cava de' Tirreni, Basilica Cattedrale Santissima Trinità.
- Martirio di sant'Agata, dipinto (anno?) - Belpasso, Chiesa Madre, navata destra.
- San Constabile, dipinto (anno?) - Belpasso, Municipio.
- Guglielmo II nel chiostro benedettino di Monreale, dipinto (anno?) - Belpasso, Municipio.
- I genii, dipinto (anno?) - Belpasso, Municipio, sala consiliare.
- L'annunciazione, olio su tela (1945) - Belpasso, Chiesa Madre, abside.
- Gesù tra i dottori nel tempio (1945) - Belpasso, Chiesa Madre, abside.
- La cena di Emmaus, olio su tela (1965) - Zafferana Etnea, Chiesa Madre, abside.
- Il sacrificio di Melchisedech, olio su tela (1965) - Zafferana Etnea, Chiesa Madre, abside.
- La Madonna della Provvidenza, olio su tela (1965) - Zafferana Etnea, Chiesa Madre, abside.
- Madonna delle Grazie tra i santi Eusebio papa e Lucia, olio su tela (1965) - Sibari, Chiesa del Buon Pastore.
- La cena di Emmaus, dipinto (1970) - Belpasso, Chiesa Madre, cappella del Santissimo Sacramento.
- Il profeta Elia, dipinto (1970) - Belpasso, Chiesa Madre, cappella del Santissimo Sacramento.
- Santa Maria del Carmelo conforta le anime purganti, olio su tela (1970), Santa Teresa di Riva, chiesa matrice, transetto.
- Santa Maria del Carmelo e San Simome Stock, olio su tela (1970), Santa Teresa di Riva, chiesa matrice, transetto.
- Santa Lucia, dipinto (1980) - Belpasso, Chiesa Madre, cappella di santa Lucia.
- Evangelario, copertina e illustrazioni (1995) - Nicolosi, Monastero Dusmet.
- Cristo alla Flagellazione, dipinto: olio su tela (1957) - Belpasso, cappella della Parrocchia "N. S. Gesù Cristo Re".
- Addolorata e San Giovanni Evangelista, opera custodita nella basilica concattedrale del Santissimo Salvatore di Messina.
- Calvario (1966), opera custodita nella basilica concattedrale del Santissimo Salvatore di Messina.
- Sant'Antonio di Padova (1967), opera custodita nella basilica concattedrale del Santissimo Salvatore di Messina.
- Santa Teresa del Bambin Gesù (1969), opera custodita nella basilica concattedrale del Santissimo Salvatore di Messina.

| Controllo di autorità | VIAF (EN) 1868151247935444270001 · GND (DE) 1147221022 |